# Mártires de Gorcum
Mártires de Gorcum (ou Mártires gorcumienses) foi um grupo de dezenove religiosos católicos martirizados em 1572 na cidade holandesa de Gorcum.

## Contexto histórico
Em 1572, durante a Guerra dos oitenta anos que os rebeldes holandeses mantinham contra a Espanha para realizar sua independência, a iconoclastia se estendia pelas Dezessete Províncias dos Países Baixos (Beeldenstorm); a luta entre luteranos e calvinistas mantinha o país em um estado de intransigência com a liberdade de culto religioso. Em abril de 1572 os mendigos do mar, corsários holandeses de confissão calvinista, tomaram Brielle, Flandres e outras cidades da zona, até então em poder da coroa espanhola. Em junho, Dordrecht e Gorcum caíram também em suas mãos.

## Mártires

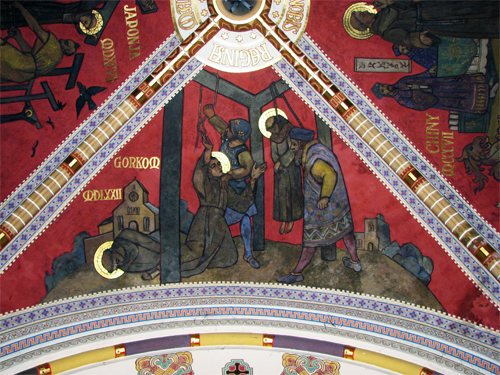
Mártires de Gorcum

Nesta última cidade prenderam vários religiosos: Nicolás Pieck, franciscano; Jerónimo de Weert, vigário; Teodoro de Eem, de Amersfoort; Nicasio Janssen, de Heeze; Willehald da Dinamarca; Godofredo de Melveren; Antônio de Weer; Antônio de Hoornaert; Francisco van Rooy; Padre Guillermo; Pedro de Assche; Cornelio de Wyk de Duurnstende; Fray Enrique; João de Oisterwljk, agustinho; Pontus van Huyter, administrador da comunidade.
A estes quinze se aderiram mais tarde outros quatro: João de Hoornaer, chamado João de Colônia, dominicano; Jacobo Lacops de Oudenaar, norbertino; Adriano Janssen de Hilvarenbeek e Andreas Wouters de Heynoord.

## Martírio
Após serem torturados na prisão de Gorcum entre 26 de junho e 6 de julho foram trasladados a Brielle. No dia seguinte, Guilherme II de la Marck, líder dos mendigos do mar, ordenou o interrogatório do grupo.
Foram convidados a abandonar a fé católica e a retirar sua obediência ao papa, ao que eles se recusaram. Guilherme de Orange enviou uma carta em que pedia às autoridades competentes a liberar os religiosos, mas a mesma chegou depois que tinham sido torturados e executados no dia 9 de julho de 1572.

## Canonização
Foram beatificados pelo papa Clemente X em 1673 e canonizados por Pio IX em 29 de junho de 1865. Sua festividade se celebra em 9 de julho, data da morte do grupo.
Sua história foi reconhecida por Guillermo Hessels van Esten em sua Historia Martyrum Gorcomiensium, publicada en Douai en 1603.